# Greg Swor
Gregory Samuel „Greg“ Swor (* 19. April 1951 in Fargo) ist ein ehemaliger US-amerikanischer Skispringer.

## Werdegang
Seine ersten Erfolge feierte Swor auf nationaler Ebene. Bei den US-Junioren-Meisterschaften 1969 in Brattleboro gewann er den Titel im Einzelspringen. Daraufhin erhielt er erstmals einen Nationalkader-Startplatz bei der Vierschanzentournee 1969/70. Dabei blieb er jedoch in allen Springen hinter den Erwartungen und erreichte mit Rang 41 in Garmisch-Partenkirchen sein bestes Ergebnis bei der Tournee. In der Gesamtwertung erreichte Swor mit 761,5 Punkten den 39. Platz.
Bei den folgenden US-Meisterschaften 1970 in Eau Claire auf dem Silver Mine Hill gewann er beim Sieg von Bill Bakke die Bronzemedaille im Einzel. Bei der Nordischen Skiweltmeisterschaft 1970 in Štrbské Pleso gelang ihm von der Großschanze nach Sprüngen auf 88 und 98 Meter der 26. Platz. Von der Normalschanze erreichte er mit Sprüngen auf 77,5 und 76 Meter Rang 24. Noch im gleichen Jahr sprang Swor auf dem Bakke Hill in Leavenworth mit 105,2 Metern einen neuen Schanzenrekord, der bis zum Abriss der Schanze Bestand hatte.
Bei seiner zweiten und letzten Vierschanzentournee 1970/71 gelang ihm eine deutliche Verbesserung zum Vorjahr. Zwar landete Swor beim Auftaktspringen auf der Schattenbergschanze in Oberstdorf auf dem 44. Platz, konnte aber in Garmisch-Partenkirchen auf Rang 15 springen. Auf der Bergiselschanze in Innsbruck gelang ihm mit dem 14. Platz das beste Tournee-Einzelresultat seiner Karriere. Nachdem er beim Abschlussspringen auf der Paul-Außerleitner-Schanze in Bischofshofen mit dem 27. Platz noch einmal unter die besten 30 sprang, beendete er die Tournee auf Rang 21 der Gesamtwertung.
Sein letztes internationales Turnier bestritt Swor mit dem Start bei den Olympischen Winterspielen 1972 in Sapporo. Dabei sprang er von der Normalschanze auf Rang 50 und von der Großschanze auf Rang 30.
1975 trat er aus familiären Gründen offiziell vom Skisport zurück.

## Erfolge

### Vierschanzentournee-Platzierungen
| Saison  | Platz | Punkte |
| ------- | ----- | ------ |
| 1969/70 | 39.   | 761,5  |
| 1970/71 | 21.   | 821,7  |